# Donington (Lincolnshire)
Pour les articles homonymes, voir Donington.
Donington est une ville d'Angleterre dans le Lincolnshire, à 41 km au sud-est de Lincoln.

## Personnalité
- Matthew Flinders (1774-1814), navigateur et explorateur, y est né.